# 小川敏子
小川 敏子（おがわ としこ、1958年 - ）は、日本の翻訳家。
東京都生まれ。慶應義塾大学文学部英文科卒。商社勤務を経て、翻訳家。

## 翻訳

### 小説
- 『フォレスト・ガンプ』（ウィンストン・グルーム、講談社） 1994、のち講談社文庫 2000
- 『フォレスト・ガンプ 2』（ウィンストン・グルーム、講談社） 1996
- 『ねえ、アタシに火をつけるなら…』（アンナ=カーリン・エルデ、サンマーク出版） 2001
- 『ウチの娘に手を出すな!』（W・ブルース・キャメロン、サンマーク出版） 2002
- 『ホリー・ガール』（サラ・ウィリス、PHP研究所） 2002
- 『マイ・パーフェクト・ウェディング』（ジジ・L・グレイザー、ランダムハウス講談社） 2004
- 『こんな結婚の順番』（ジジ・L・グレイザー、ランダムハウス講談社） 2006
- 「コクと深みの名推理」シリーズ（クレオ・コイル）
  1. 『名探偵のコーヒーのいれ方』ランダムハウス講談社文庫 2006　
  2. 『事件の後はカプチーノ』　2007
  3. 『秋のカフェ・ラテ事件』　2007
  4. 『危ない夏のコーヒー・カクテル』　2008
  5. 『秘密の多いコーヒー豆』　2008
  6. 『コーヒーのない四つ星レストラン』　2009
  7. 『エスプレッソと不機嫌な花嫁』　2009
  8. 『クリスマス・ラテのお別れ』　武田ランダムハウスジャパン文庫 2010
  9. 『深煎りローストはやけどのもと』　2011
  10. 『モカマジックの誘惑』　2012
  11. 『謎を運ぶコーヒー・マフィン』 原書房コージーブックス 2014
  12. 『聖夜の罪はカラメル・ラテ』　原書房、2014
  13. 『億万長者の究極ブレンド』　2015
  14. 『眠れる森の美女にコーヒーを』　2016
  15. 『大統領令嬢のコーヒーブレイク』 2017
  16. 『沈没船のコーヒーダイヤモンド』 2018
  17. 『ほろ苦いラテは恋の罠 2019』
  18. 『コーヒー・ケーキに消えた誓い』 2020
  19. 『ハニー・ラテと女王の危機』 2022
- 『ラッキーT』（ケイト・ブライアン、ランダムハウス講談社） 2006
- 「パリのグルメ捜査官」シリーズ（アレクサンダー・キャンピオン、原書房コージーブックス）
  1. 『予約の消えた三つ星レストラン』 2012
  2. 『りんご酒と嘆きの休暇』 2013
  3. 『美食家たちが消えていく』 2014
- 『ワイフ・プロジェクト』（グラム・シムシオン、講談社） 2014
- 『ヒューマン・コメディ』（ウィリアム・サローヤン、光文社古典新訳文庫） 2017

### 一般書
- 『奇跡のホルモン、メラトニン』（ラッセル・J・ライター,ジョー・ロビンソン、講談社） 1995
- 『モラル・アニマル』（ロバート・ライト、講談社） 1995
- 『愛は脳内物質が決める』（テレサ・クレンショー、講談社） 1998
- 『女の馬鹿は死ぬまで治らない』（ジャッジ・ジュディ、講談社） 1999
- 『ウォール街の大罪 投資家を欺く者は許せない!』（アーサー・レビット、日本経済新聞社） 2003
- 『「お金」と「市場」のカラクリ 投資の世界はこう動いている』（ジョエル・クルツマン、日本経済新聞社） 2003
- 『94%の顧客が「大満足」と言ってくれる私の究極のサービス』（ジャック・ミッチェル、日本経済新聞社） 2004
- 『私のしたことまちがってる? 良心がとがめた時の相談室』（ランディ・コーエン、ソニー・マガジンズ、ヴィレッジブックス） 2004
- 『アニマルズ・インク 現代"トンデモ職場"物語』（ケネス・A・タッカー,バンダナ・オールマン、日本経済新聞社） 2005
- 『今日は残りの人生の最初の日』（ロビン・シーガー、サンマーク出版） 2005
- 『聖地チャームンディ・ヒルへ 「気づき」までの1001の階段』（アリエル・グルックリッチ、ソニー・マガジンズ） 2005
- 『「話し方」の心理学 必ず相手を聞く気にさせるテクニック』（ジェシー・S・ニーレンバーグ、日本経済新聞社） 2005、のち日経ビジネス人文庫 2017
- 『天国のキャディ - 世界で一番美しいゴルフの物語』（ジョン・フェインスタイン、日本経済新聞社） 2006
- 『これでいいのだ怠けの哲学』（トム・ホジキンソン、ソニー・マガジンズ ヴィレッジブックス） 2006
- 『腐ったバナナを捨てる法』（ダニエル・T・ドルービン、サンマーク出版） 2007
- 『週休3日の成功ルール なまけものが夢をかなえてお金持ちになるためのマニフェスト』（マーク・アレン、講談社） 2007
- 『マーベリック・カンパニー 常識の壁を打ち破る超優良企業』（ウィリアム・C・テイラー,ポリー・ラバール、日本経済新聞出版社） 2007
- 『グッド・マン 幸福を引き寄せる生きかた』（トッド・ホプキンス, レイ・ヒルバート、講談社） 2008
- 『スシエコノミー』（サーシャ・アイゼンバーグ、日本経済新聞出版社） 2008
- 『描(か)いて売り込め!超ビジュアルシンキング』（ダン・ローム、講談社） 2009
- 『顧客も社員も「大満足」と言ってくれる5つの原則』（ジャック・ミッチェル、日本経済新聞出版社） 2009
- 『ぼくは考える木 自閉症の少年詩人と探る脳のふしぎな世界』（ポーシャ・アイバーセン、早川書房） 2009
- 『人生で大切にすること』（ビル・ゲイツ・シニア,メアリー・アン・マッキン、日本経済新聞出版社） 2010
- 『4日で使える実践!超ビジュアルシンキング』（ダン・ローム、講談社） 2011
- 『人生は、意外とすてき 私をいつくしむための50のレッスン』（レジーナ・ブレット、講談社） 2011
- 『リッツ・カールトン超一流サービスの教科書』（レオナルド・インギレアリー,ミカ・ソロモン、日本経済新聞出版社） 2011、のち日経ビジネス人文庫 2015
- 『NVC 人と人との関係にいのちを吹き込む法』（マーシャル・B・ローゼンバーグ、安納献監訳、日本経済新聞出版社） 2012
- 『最高のサービスを実現するリーダーシップ リッツ・カールトンの流儀』（エドウィン・D・ フラー、日本経済新聞出版社） 2012
- 『最高の人生と仕事をつかむ18分の法則』（ピーター・ブレグマン、日本経済新聞出版社） 2012
- 『もうひとつの「最後の授業」 旅立つ彼が教えてくれたこと』（ジェイ・パウシュ、講談社） 2013
- 『スターバックス 輝きを取り戻すためにこだわり続けた5つの原則』（ジョゼフ・ミケーリ、日本経済新聞出版社） 2014
- 『成功する人の話し方 7つの絶対法則』（ビル・マクゴーワン,アリーサ・ボーマン、日本経済新聞出版社） 2015、のち日経ビジネス人文庫 2019
- 『食糧と人類 飢餓を克服した大増産の文明史』（ルース・ドフリース、日本経済新聞出版社） 2016
- 『立て直す力 感情を自覚し、整理し、人生を変える3ステップ』（ブレネー・ブラウン、講談社） 2016